# Hugo z Lichtenštejna
Hugo z Lichtenštejna (německy Hugo von Liechtenstein, historicky též jako Huc de Liechtenstein, písemně doložený v letech 1133–1156, podle jiných zdrojů (1108–1141) byl rakouský šlechtic a se zmínkou z roku 1133, respektive 1136 je zřejmě nejstarším písemně doloženým příslušníkem rodu Lichtenštejnů.

## Zmínky

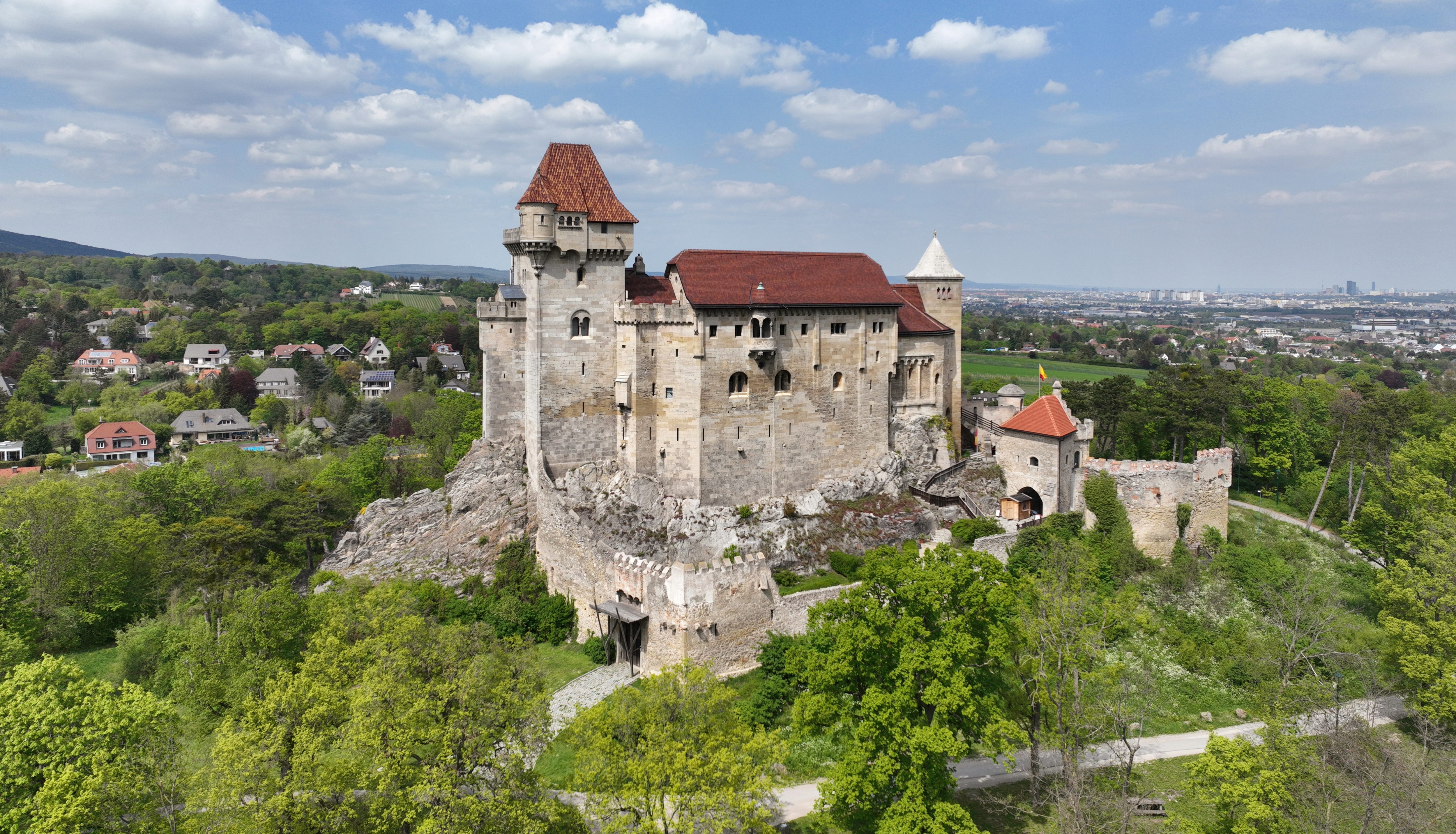
Hrad Liechtenstein poblíž Mödlingu v Dolním Rakousku

Hugo z Lichtenštejna své jméno odvozoval pravděpodobně od hradu Liechtenstein, který postavil v Dolních Rakousích nedaleko Mödlingu jižně od Vídně.
Podařilo se mu dostat se mezi vysokou šlechtu a družinu rakouského markraběte a barvorského vévody Leopolda IV. Babenberského.
Jeho jméno (Huc de Liechtenstein) se objevuje v účetní knize v Klosterneuburgu, kdy je uveden jako svědek daru svobodného pána Horanda, který prostřednictvím rytíře Starkfriede přináší dar kostelu Panny Marie. Dar sestával z panství Porz a St. Margarethen in Höflein. Kromě Huga z Lichtenštejna bylo v roli svědků přítomno několik dalších rytířů: bratři Otto a Hartvík z Langenbachu a Jindřich z Guntramsdorfu.
Tuto a několik dalších listin spadajících do let 1125-1137 připomíná "Taschenbuch" svobodného pána Josefa II. Hormayra z Hortenburgu z roku 1822 (strany 14 a 15), který rovněž uvádí příslušné pasáže z latinských originálů.